# Progomphus belyshevi
La libélula de arena gris (Progomphus belyshevi) pertenece a la familia de las libélulas topo (Gomphidae). Esta especie es endémica de México. Fue descrita en el año 1991 por J. Belle1.

## Clasificación y descripción
El género Progomphus comprende 67 especies distribuidas desde el sur de Canadá hasta el norte de Argentina y Chile, se diferencian por caracteres en la venación y algunos caracteres sexuales2. Esta especie se encuentra relacionada con la más norteña P. borealis, ambas presentan una coloración amarillo con bandas grises, pero se diferencian en la extensión de las manchas negras del segmento abdominal siete, mientras en P. borealis son dos marcas semicirculares, en P. belyshevi hay un par de líneas a lo largo de todo el dorso del segmento1.

## Distribución
Es endémica de México y solo vive en Jalisco, Estado de México, Morelos, Querétaro y Sonora3.

## Hábitat
No hay reportes sobre la biología de esta especie, sin embargo el género se caracteriza por habitar ríos y lagos de fondo arenoso, los machos perchan en la arena, rocas o vegetación baja a la orilla del agua2.

## Estado de conservación
No se considera dentro de ninguna categoría de riesgo.